# ساموئل بی. مکسی
ساموئل بی. مکسی (به انگلیسی: Samuel B. Maxey) سناتور سابق عضو حزب دموکرات ایالات متحده آمریکا بود. وی در سال ۱۸۷۵ تا ۱۸۸۷ میلادی سناتور ایالت تگزاس در سنای ایالات متحده آمریکا بود.